# Prata d’Ansidonia
Prata d’Ansidonia település Olaszországban, Abruzzo régióban, L’Aquila megyében. Lakosainak száma 436 fő (2023. január 1.). Prata d’Ansidonia Barisciano, Caporciano, San Demetrio ne’ Vestini, Fagnano Alto és San Pio delle Camere községekkel határos.

## Népesség
A település lakossága az elmúlt években az alábbi módon változott:
| Lakosok száma | 499  | 486  | 436  |
|               | 2017 | 2018 | 2023 |